# Marie-Jo et ses deux amours
Marie-Jo et ses deux amours is een Franse film van Robert Guédiguian die werd uitgebracht in 2002.

## Verhaal
De film speelt zich af in de buitenwijken van Marseille. Marie-Jo is een gehuwde vrouw van middelbare leeftijd die als ambulancier voor een ziekenhuis werkt. Ze voelt zich verscheurd tussen twee mannen en beseft dat deze situatie niet kan blijven duren. Ze houdt erg veel van haar man Daniel die zijn eigen bouwbedrijfje leidt waarvoor zij de boekhouding verzorgt. Tegelijkertijd houdt ze zielsveel van Marco, haar minnaar die werkzaam is in de haven.
Beide mannen weten van elkaars bestaan niet af totdat Daniel een bouwopdracht heeft in de onmiddellijke buurt van het appartement van Marco.

## Rolverdeling
- Ariane Ascaride: Marie-Jo
- Jean-Pierre Darroussin: Daniel
- Gérard Meylan: Marco
- Julie-Marie Parmentier: Julie
- Jacques Boudet: Jean-Christophe
- Yann Trégouët: Sylvain
- Frédérique Bonnal: mevrouw Fauvelet
- Souhade Temimi: de collega van Marie-Jo
- Maya Seuleyvan: de vrouw met de nekband
- Frédéric Garbe: de dokter
- Danielle Stefan: de op het feest uitgenodigde
- Jacques Germain: de piloot
- Axel Köhler: de Duitse commandant